# Brouwerij Westvleteren
Il Birrificio Westvleteren (Brouwerij Westvleteren) è un birrificio belga fondato nel 1838 all'interno dell'abbazia trappista di Abbazia di Nostra Signora di St. Sixtus di Westvleteren nel territorio della città belga di Westvleteren, non lontano dalla città di Poperinge dove si produce luppolo, e dalla città medievale di Ypres. Fino al 1871 la produzione è stata esclusivamente per il solo consumo interno dei monaci. Solo nel 1877 avviene la prima commercializzazione delle birre, la cui diffusione rimane tuttavia piuttosto modesta.

## Birre

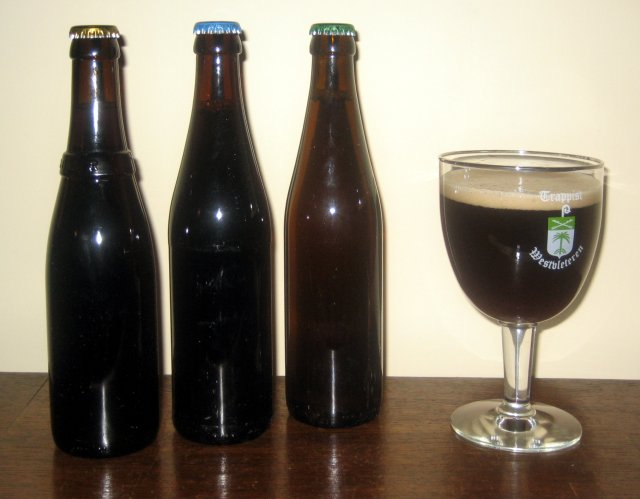
I tre tipi di birra. Nel bicchiere c'è la 12°.

Le tre birre prodotte dal birrificio sono le seguenti:
- Westvleteren Blonde (tappo verde, 5.8% vol.), introdotta il 10 giugno 1999.
- Westvleteren 8 (tappo blu, 8% vol.), precedentemente era detta "Extra".
- Westvleteren 12 (tappo giallo, 10.2% vol.), introdotta nel 1940, in precedenza era detta "Abt". Viene considerata una delle migliori birre del mondo[1].

Fino al 1999, il birrificio produceva anche una birra scura (6.2% vol.) ed una più leggera (4% vol.) che veniva servita ai monaci durante i pasti, ma queste furono sostituite dalla "Blonde". Le versioni 8 e 12 sono stabilizzate in bottiglia, non filtrate e non centrifugate e si considera che abbiano una lunga data di scadenza. Molti preferiscono il gusto che hanno dopo che sono conservate per diversi anni.
Secondo una limitazione risalente al 1945, le bottiglie non hanno l'etichetta, e riportano sul tappo la gradazione alcolica secondo il sistema belga, e tutte le informazioni richieste per legge. A causa del poco spazio a disposizione, la Westvleteren è l'unica delle birre trappiste che non riporta sulle bottiglie il logo ufficiale di prodotto autentico trappista.

## Storia
I monaci trappisti, provenienti dal monastero di Catsberg, situato in Francia nella zona confinante con il Belgio, fondarono il monastero di Saint Sixtus il 4 novembre 1831. Nel 1836 avviene il passaggio alla dipendenza dell'abbazia di Westmalle, abbazia-madre di tutti i monasteri cistercensi del Belgio; la produzione di birra ha inizio nel 1838.
Il monastero cresce e prospera: nel 1875 ci vivono 52 monaci, e in precedenza furono fondati altri monasteri in zone limitrofe, come Nostra Signora di Scourmont nel 1850. Durante le guerre mondiali il monastero non subisce danni e il birrificio continua ad operare, sebbene a capacità ridotta. In particolare, durante la Prima, l'abbazia è stata l'unica a non subire l'occupazione dei tedeschi, riuscendo a dare rifugio a migliaia di sfollati.
Nel 1946 fu concesso al birrificio St Bernardus, situato nella vicina Watou, di produrre birra sotto il nome di St Sixtus. Questa licenza fu revocata nel 1992; da allora St Bernardus produce birre simili, ma con un loro proprio nome. Nel 1989 l'abbazia aprì il suo nuovo birrificio, rimpiazzando gli equipaggiamenti ormai obsoleti.
Al giorno d'oggi è l'unico birrificio trappista nel quale i monaci seguono tutto il processo produttivo: cinque monaci seguono la produzione e altri cinque li aiutano durante l'imbottigliamento.